# Сватово
Сва́тово (укр. Сва́тове, до 1825 г. и с 1857 до 1923 гг. — Сва́това Лу́чка, в 1825—1857 гг. — Ново-Екатериносла́в) — город в Луганской области Украины, административный центр Сватовского района. С 6 марта 2022 года оккупирован российскими войсками в результате вторжения России на Украину, в октябре 2022 года шли бои за город.

## Географическое положение
Расположен на реке Красной (приток Северского Донца).

## История

### Казачье поселение
Поселение возникло в 1708 году как слобода Сватова Лучка.
Своё название слобода получила от озера Сваха. Как было указано в грамоте Петра I 1704 года, территории, на которой сейчас расположен город, начали заселяться в 1660-х годах крестьянами и казаками Левобережной и Правобережной Украины. Именно в то время была основанная слобода Сватова Лучка. Своё название она получила от ныне не существующей речки Свахи. Используя украинских переселенцев для охраны южных границ русского государства от нападений крымских и ногайских татар царское правительство, на льготных условиях, наделяло их землёй, обеспечивало оружием и питанием, сохраняло за ними казацкие права и самоуправление.

### Российская империя
В самом начале XVIII столетия Сватова Лучка стала сотенным местом Изюмского полка. Она представляла собой сотенный городок и имела укрепление в виде рва и высокого частокола. Основную массу населения составляли казаки, которые в зависимости от своего экономического положения делились на полковых казаков, подпомощников и подсоседков. Большинство подсоседков не имело своего хозяйства и жило в зажиточных казачьих семьях на положении рабочих. В 1732 году в Сватовой Лучке насчитывалось 133 полковых козака, 514 подпомощников и подсоседков. Казаки Сватовой Лучки принимали участие в Азовских походах Петра I, а в июне 1709 года в составе Изюмского полка — в Полтавской битве с шведами.
С отменой в 1765 году полкового устройства на Слобожанщине и созданием комиссарских управлений слобода Сватова Лучка стала центром одного из них. Её жители были переведены в разряд войсковых обывателей, лишены казацких прав и привилегий и обложены налогом — от 35 до 95 копеек с ревизионной души. Это вызвало неудовольствие населения, которое начало борьбу за возвращение своих привилегий. В 1770—1771 годах в районе Сватовой Лучки действовали гайдамацкие отряды, которые осуществляли нападения на комиссарские управления, усадьбы городских господ и на царских чиновников.
О социальном составе населения Сватовой Лучки свидетельствуют такие данные: в 1773 году из общего количества 2928 жителей войсковых обывателей исчислялось 2664, крестьян — 96, купцов — 3. Основной деятельностью жителей было земледелие и животноводство. Значительное развитие получили ремесла, в особенности обувное и скорняжное дело. Кроме того, жители занимались винокуренным и дегтярным промыслами, изготовляли телеги, колёса, плуги. Женщины ткали холст и сукно для собственных потребностей, а также на продажу. Развитию торговли оказывали содействие ярмарки, проводившиеся 4 раза в год. Сюда приезжали купцы из разных городов со всей Украины и других регионов России. Торговля велась шёлковыми тканями, китайским ситцем, лисьим и заячьим мехами, посудой. Местные жители продавали на ярмарках хлеб, засоленную рыбу, горшки, дёготь, мыло, а также коней. В 1785 году в слободе имелось 2 мельницы, 15 лавок, 12 трактиров, церковь.
В 1825 году Сватова Лучка стала военным поселением Новоекатеринославль, в котором разместили штаб Екатеринославского кирасирского полка и штаб второй кирасирской дивизии.
В 1857 году после отмены системы военных поселений слободе вернули прежнее название, всех бывших воинских поселенцев перевели в разряд государственных крестьян. В соответствии с указами от 18 января 1866 года за ними сохранялись их земельные наделы, однако на протяжении 20 лет государственные крестьяне должны были выплачивать оброчную подать.
В пореформенный период развитие слободы Сватовой Лучки (ей возвратили бывшее название) пошло более быстрыми темпами. В 1862 году здесь жило больше 7 тысяч человек. По своему торговому значению она занимала одно из первых мест среди слобод Купянского уезда Харьковской губернии. Во второй половине XIX столетия здесь ежегодно проводилось 6 ярмарок. Слобода славилась своими слесарями, гончарами, кузнецами и прочими мастеровыми, так, согласно статистическим данным 1904 года в Сватовой Лучке их числилось 142 чел. ремесленников — больше, чем в уездном городе Купянске.
Экономическому развитию слободы оказало содействие строительство в 1895 году железнодорожной линии Купянск-Лисичанск, которая прошла через Сватову Лучку. Здесь была построена железнодорожная станция Сватово. Размещённая в центре большого сельскохозяйственного района, на перекрёстке нескольких торговых путей, она по перевозке грузов, в особенности хлеба и скота, быстро вошла в число крупнейших станций Екатерининской железной дороги. Так в 1898 году через Сватово было отправлено 1,9 млн пудов различных грузов, в том числе 1,7 млн пудов хлеба, а также 1,2 тыс. голов крупного рогатого скота. Одновременно с железнодорожной станцией были построены паровозное депо и ремонтные мастерские, где работало до 200 мужчин. Кроме того, в слободе насчитывалось ещё 10 маленьких полукустарных предприятий: 2 мельницы, маслозавод, небольшой кирпичный завод. В 1904 году на них работало 43 мужчины, выпущено продукции на 30,0 тыс. рублей.
В 1906 году население слободы составляло 9577 чел. жителей, в ней действовали 2 церкви, 2 школы, больница и аптека.
В 1911 году в Сватовой Лучке был установлен монументальный памятник Императору Александру II, мероприятие освещалось в центральной прессе (в том числе в журнале «Огонек»). Однако в 1928 году большевиками памятник был уничтожен.

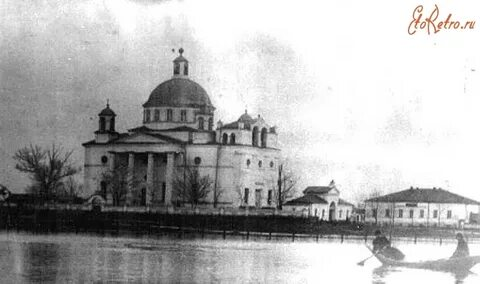
Собор Сошествия Святого Духа

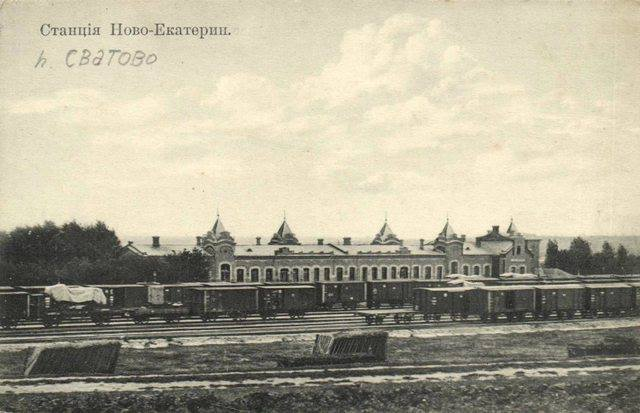

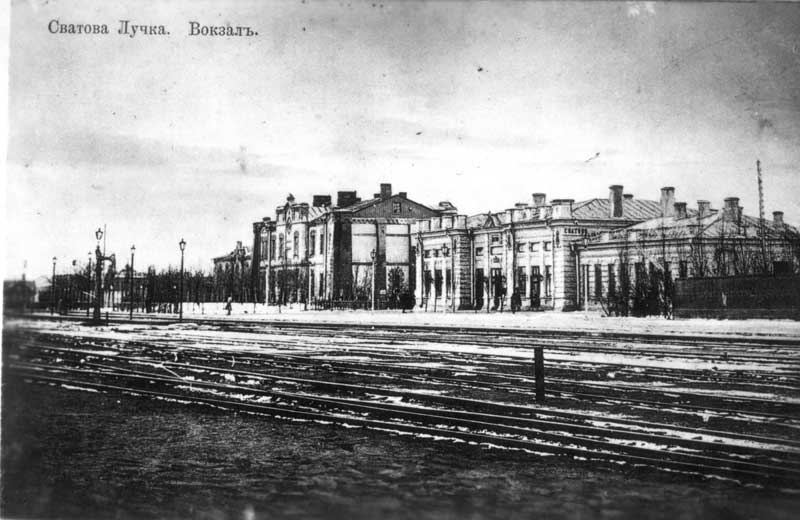
Железнодорожный вокзал, 1914 год

### Советский период
В ноябре 1917 года в Сватовой-Лучке была установлена советская власть. В 1923 году слобода Сватово-Лучка получила статус районного центра Харьковской губернии и была переименована в Сватово.
9 сентября 1931 года здесь началось издание местной газеты.
В 1938 году посёлок Сватово приобрёл статус города районного подчинения; население посёлка составляло 20,7 тыс. человек.
В период Великой Отечественной войны в межрайонной мастерской капитальных ремонтов был налажен выпуск болванок для снарядов и башмаков для гусениц танков, в депо станции Сватово был организован ремонт танков и автомобилей. Всего было отремонтировано 150 боевых машин. Предприятиями города было изготовлено и отправлено на фронт 300 военных конных повозок, оборудованных полным комплектом конской сбруи, швейные мастерские изготовили 1500 комплектов обмундирования для солдат. Молодежь Сватовщины в августе 1941 года приняла активное участие во Вседонецком субботнике, а заработанные средства были перечислены на строительство самолета «Комсомолец Ворошиловграда». В октябре 1941 года фронт приближался к городу. Была начата эвакуация оборудования промышленных предприятий и имущества колхозов и совхозов. В городе расположились штаб и различные подразделения 57-й и 9-й армий, на полевом аэродроме базировалась 16-я Одесская авиаэскадрилья, позже - отдельная эскадрилья 271-го авиационно-истребительного полка, на базе которого был сформирован 92-й АВП, развернувший свою дислокацию 5-й кавалерийский корпус. В начале 1942 года в городе базировался штаб Юго-западного направления. Поскольку Сватово находилось в зоне прифронтовой полосы, именно здесь было организовано и работало 19 военных госпиталей, которые размещались в помещениях школ, Дома культуры и других пригодных для лечения раненых зданиях. Весь город старался оказать любую помощь: крестьяне обеспечивали госпитали продуктами питания, жители - сдавали кровь, приносили лекарственные травы, белье, бинты, работали санитарками, медсестрами, уборщицами. 9 июля 1942   город был оккупирован немецкими, румынскими и итальянскими войсками. Перед оккупационным режимом стояла сложная задача-покорение населения и экономическое ограбление территории. Трудовая повинность, налоги, физические наказания и уничтожение, вывоз трудоспособного населения на работы в Германию, голод, пытки.
С началом оккупации в городе и районе развернулось подпольное движение, которое возглавил Е.П. Батрименко. Члены группы создавали и распространяли листовки о настоящем положении на фронте, собирали оружие. В итоге, совместно с частями Красной Армии принимали участие в бою за освобождение города Сватово. 
Начало 1943 года, несмотря на сильный мороз, было горячим от взрывов снарядов. Воздух в Сватово был раскаленным от автоматных очередей. Северная и центральная части города были освобождены воинами 267-й стрелковой дивизии 6-й армии, командир - полковник Герасимов Виктор Александрович, начальник штаба Морозов Павел Васильевич. Южная часть г. Сватово, в т. ч. и территория Депо, железнодорожного вокзала ст. Сватово были освобождены 170-м гвардейским стрелковым полком 57-й гвардейской стрелковой дивизии 1-й гвардейской армии (командир полка майор Мальцев, командир дивизии полковник Карпов Андрей Павлович). В освобождении города также участвовали воины воинских подразделений 350-й, 172-й, 195-й стрелковых дивизий, 106-й отдельной стрелковой бригады, 170-го гвардейского стрелкового полка 57-й Гвардейской Дивизии. 31 января 1943 года над городом начал развиваться красный флаг. 1 февраля 1943 года Информбюро сообщило: «наши войска в результате сокрушительной атаки овладели городом и крупной железнодорожной станцией Сватово», а в сообщении от 3 февраля значилось: «наши части в районе Сватово уничтожили до 800 гитлеровцев, 5 танков, 2 бронеавтомобиля и 24 пушки. Захвачено 17 орудий, склад с боеприпасами, 16 автомобилей, 11 радиостанций, элеватор с зерном. В воздушных боях наши летчики сбили 10 вражеских самолетов».
31 января 1943 года в ходе Ворошиловградской наступательной операции — освобождён частями 267-й стрелковой дивизии и 11-й истребительно-противотанковой артиллерийской бригады 6-й армии Юго-Западного фронта.
В 1966 году в городе построен кирпичный завод, который был сезонный с естественной сушкой. Производительность кирпичные составляла 2 млн штук кирпича за год.
В 1967 году в Сватово открыта швейная фабрика, которая с 1988 года входила в состав Ворошиловградского производственного объединения «Луганчанка». На фабрике работало 370 рабочих. Сейчас это ОАО "Швейная фабрика Сватовчанка".
В 1983 году здесь действовали ремонтно-механический завод, завод торгового оборудования, маслодельный завод, маслоэкстракционный завод, швейная фабрика, пищевкусовая фабрика, мясокомбинат, комбинат хлебопродуктов, райсельхозтехника, райсельхозхимия, комбинат бытового обслуживания, Дом быта, 10 общеобразовательных школ, музыкальная школа, спортивная школа, 4 больницы, 4 клуба, Дом культуры, кинотеатр, 8 библиотек и краеведческий музей.

### Независимая Украина

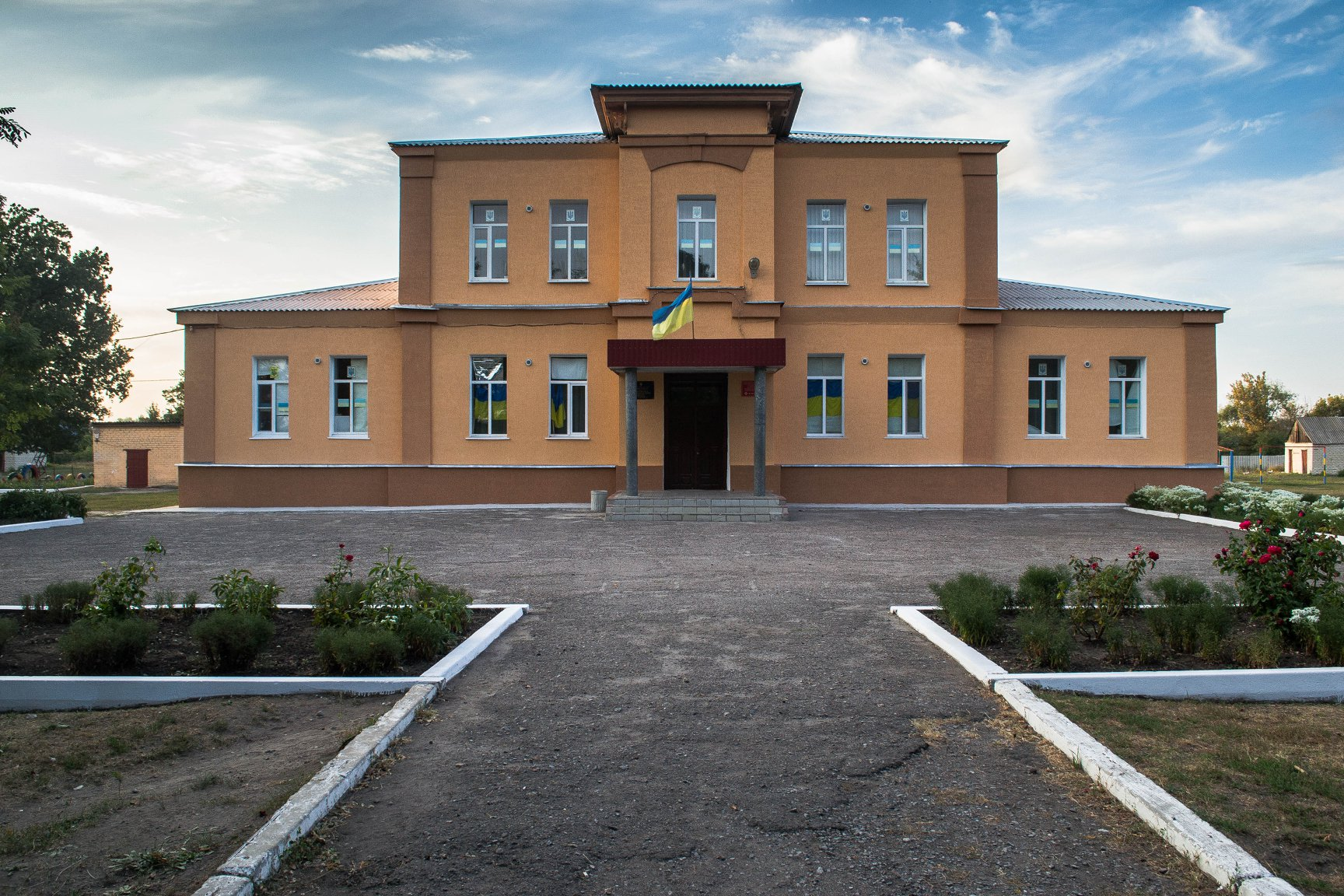
Городская школа №1

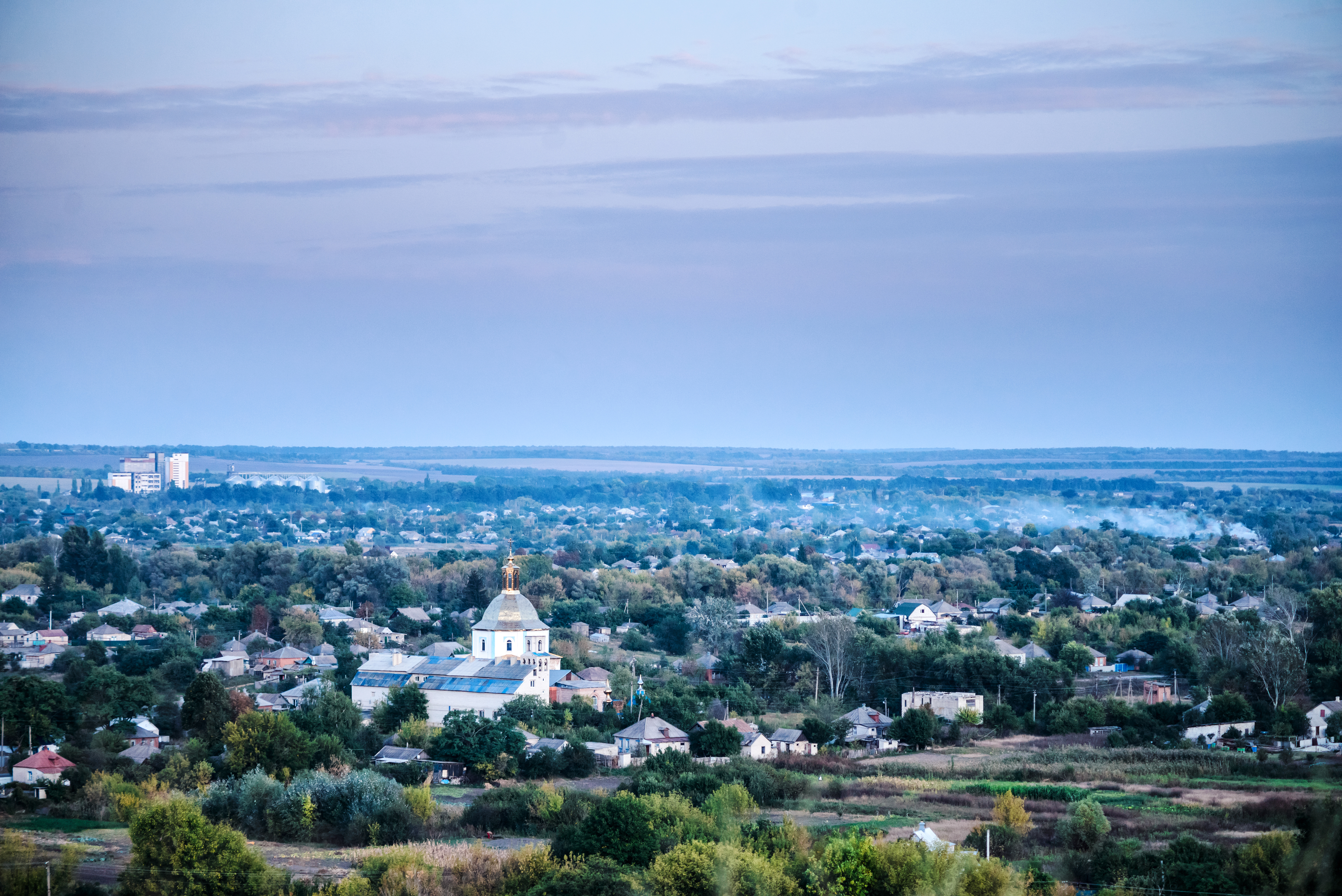
Андреевская церковь в Сватове

В мае 1995 года Кабинет министров Украины утвердил решение о приватизации находившейся в городе фабрики «Сватовчанка», в июле 1995 года было утверждено решение о приватизации совхоза «Дружба».

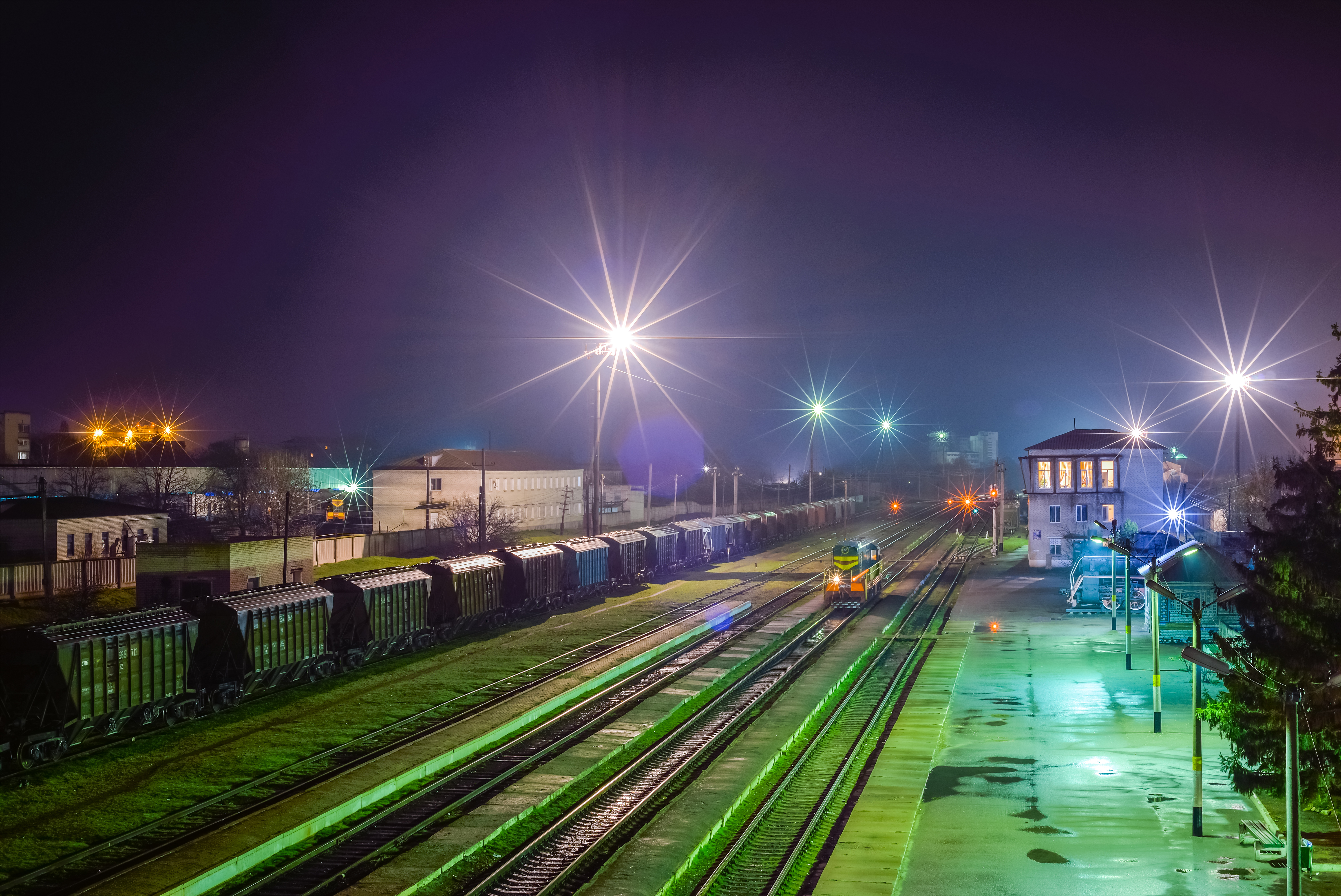
Железнодорожный вокзал

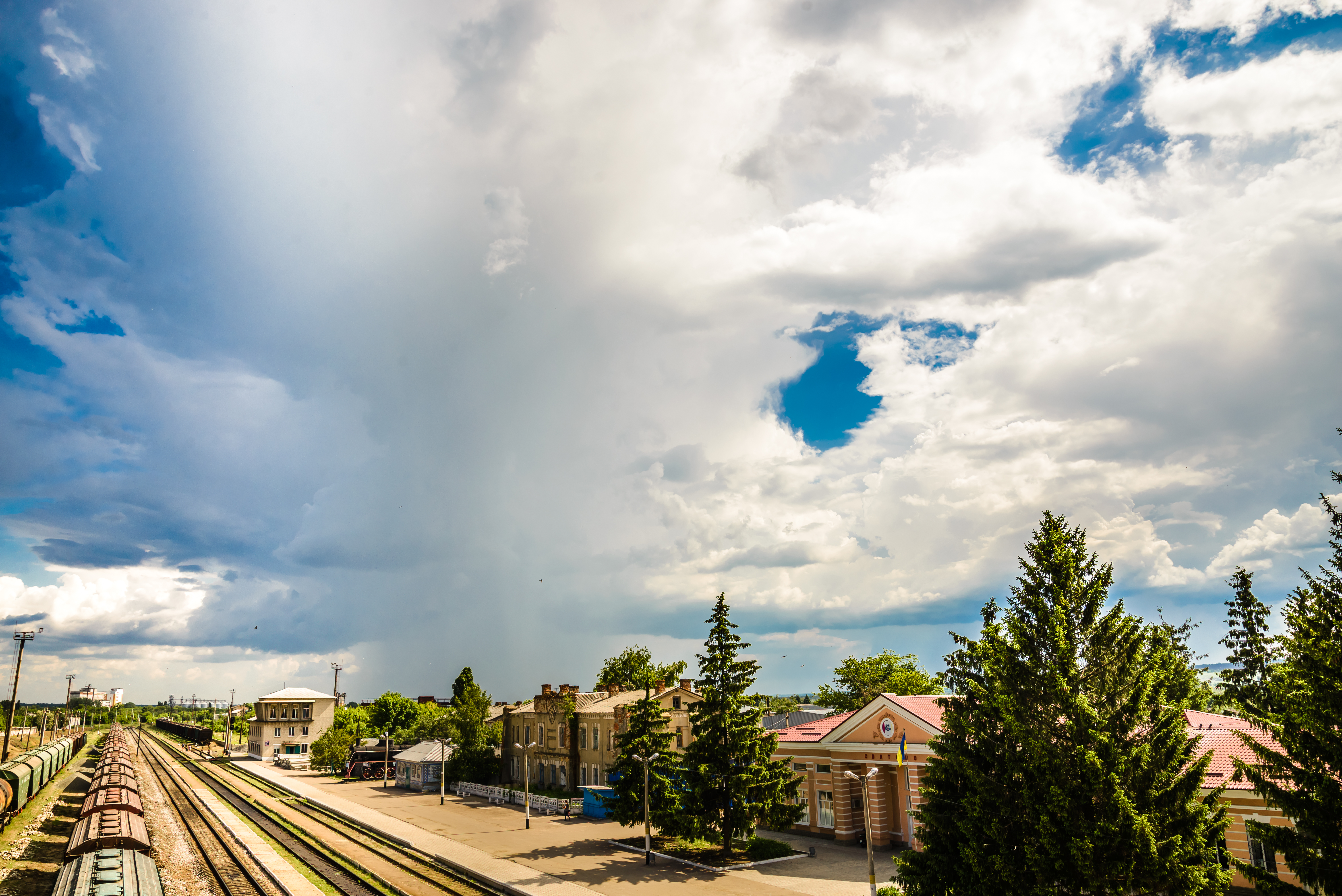
Железнодорожный вокзал вид с моста

#### Российско-украинская война (с 2014 года)
Во время войны на востоке Украины де-факто — областной центр Луганской области, а в июле 2014 года в Сватово было передислоцировано Луганское областное управление МВД Украины. Позже 19 сентября 2014 областной центр и администрацию области перенесли в Северодонецк.
В 2015 году на складе боеприпасов в Сватово произошел взрыв. Погибли четыре человека. В 2023 году Генпрокуратора Украины заявила, что взрыв организовали ССО ВС РФ с помощью дронов Орлан, с которых были сброшены зажигательные гранаты.

#### Российское вторжение (с 2022 года)
28 февраля 2022 года ВС РФ натолкнулись на сопротивление жителей Сватово, которые выдвинули требования — немедленно покинуть территорию населенного пункта.
6 марта 2022 года Сватово было оккупировано российскими войсками в ходе вторжения России на Украину. В октябре возле города начались бои.

## Население
В январе 1959 года численность населения составляла 21 455 человек.
В январе 1989 года численность населения составляла 21 625 человек.
По состоянию на 1 января 2013 года численность населения составляла 18 241 человек.

### Языковой состав
Родной язык населения по данным переписи 2001 года:
| Язык       | Численность, чел. | Доля     |
| ---------- | ----------------- | -------- |
| Украинский | 17 349            | 89,51 %  |
| Русский    | 1 879             | 9,69 %   |
| Другое     | 155               | 0,80 %   |
| Итого      | 19 383            | 100,00 % |

## Экономика

### Промышленность
- ВАТ «Швейная фабрика Сватовчанка»

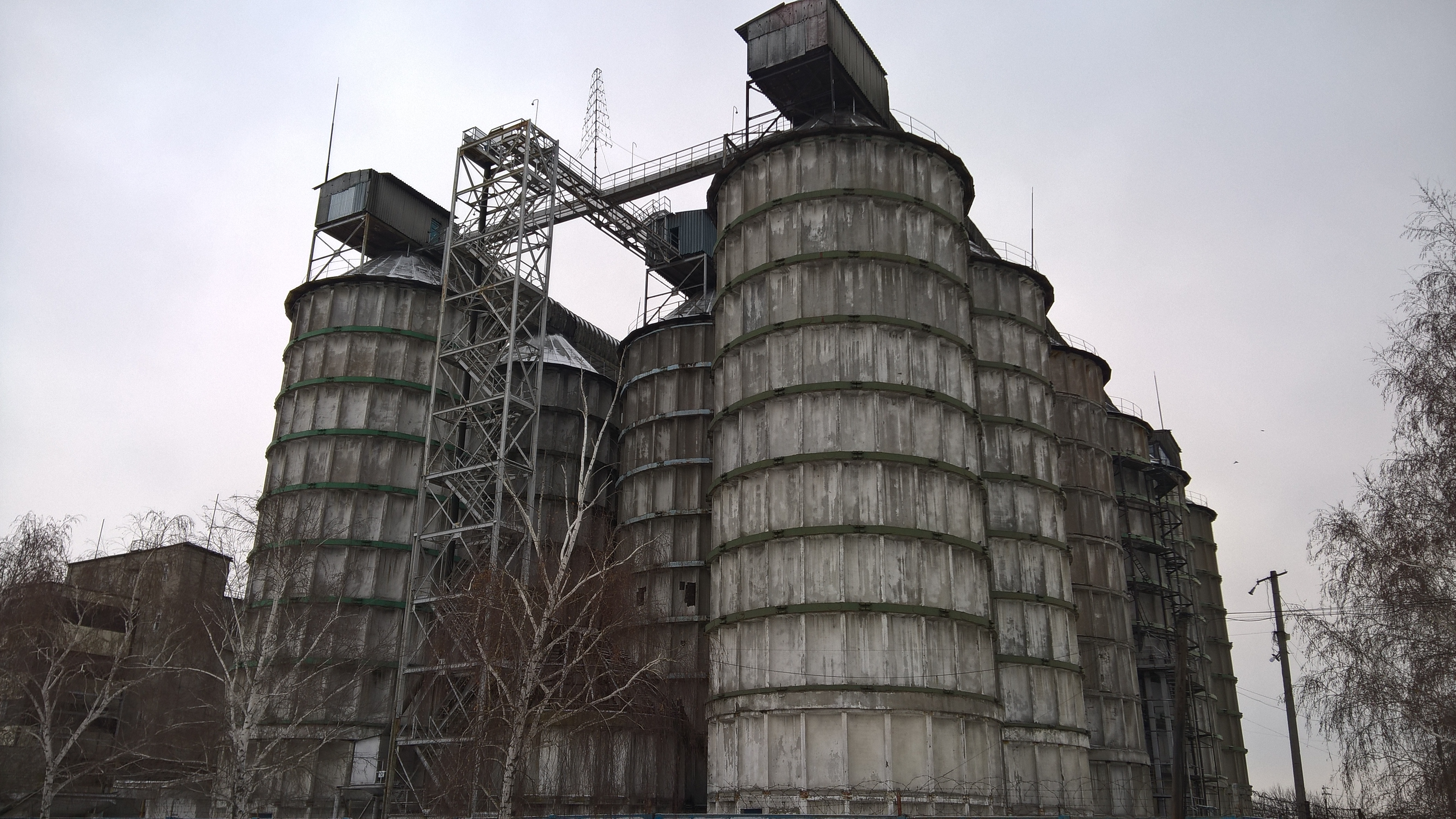
Элеватор ООО «Сватовское масло»

- ВАТ «Сватовская районная типография»
- ВАТ «Сватовский комбинат хлебопродуктов»
- ЗАТ «Сватово-агро»
- ЗАТ «Сватовский молочный завод»
- ЗТА «Сватовский мясокомбинат»
- КП «Ремонтно-механический завод»
- ООО «Сватовский завод экспериментального литья»
- ООО «Сватово-хлеб»
- ООО «Коковин»
- ООО «Слобожанский завод продтоваров»
- ООО «Сватовское масло»
- ООО «Слобожанская»

### Финансовые услуги
В городе расположены филиалы украинских коммерческих банков: «Експресбанк», «Ощадбанк», «Райффайзен банк Аваль», «Укркомунбанк», «Приватбанк».

## Транспорт

### Железная дорога
Железнодорожная станция Сватово Донецкой железной дороги.

### Автомобильное сообщение
Через город проходят автомобильные дороги P-07, Т-1307, Т-1312.